# Arrondissement Perpignan
Perpignan is een arrondissement van het Franse departement Pyrénées-Orientales in de regio Occitanie. De onderprefectuur is Perpignan.

## Kantons
Het arrondissement was tot 2014 samengesteld uit de volgende kantons:
- Kanton Canet-en-Roussillon
- Kanton La Côte Radieuse
- Kanton Elne
- Kanton Latour-de-France
- Kanton Millas
- Kanton Perpignan 1er
- Kanton Perpignan 2e
- Kanton Perpignan 3e
- Kanton Perpignan 4e
- Kanton Perpignan 5e
- Kanton Perpignan 6e
- Kanton Perpignan 7e
- Kanton Perpignan 8e
- Kanton Perpignan 9e
- Kanton Rivesaltes
- Kanton Saint-Estève
- Kanton Saint-Laurent-de-la-Salanque
- Kanton Saint-Paul-de-Fenouillet
- Kanton Thuir
- Kanton Toulouges

Na de  herindeling van de kantons bij decreet van 26 februari 2014, met uitwerking op 22 maart  2015, omvat het arrondissement:
- Kanton Les Aspres (deel: 3/21)
- Kanton La Côte Sableuse (deel: 3/4)
- Kanton La Côte Salanquaise
- Kanton Perpignan-1
- Kanton Perpignan-2
- Kanton Perpignan-3
- Kanton Perpignan-4
- Kanton Perpignan-5
- Kanton Perpignan-6
- Kanton La Plaine d'Illibéris (deel: 1/9)
- Kanton Le Ribéral
- Kanton La Vallée de l'Agly (deel: 10/38)
- Kanton La Vallée de la Têt (deel: 2/10)